# O Sentido
O Sentido é o sexto álbum de estúdio da banda Catedral, lançado em 1995 pela gravadora MK Music. É considerado por muitos como o melhor trabalho da banda, tendo grandes sucessos como "Amor Verdadeiro", "Quando o Verão Chegar" e a versão de "Cathedral Song" de Tanita Tikaram que elevou a banda a um novo nível em sua carreira, arrematando uma legião de seguidores e entrando pra história do rock gospel como um dos mais vendidos no mercado, com mais de 350.000 mil cópias vendidas durante os anos. A obra deixou de ser vendida em meados de 2001 por opção da MK Music após o início de uma briga judicial entre a banda e a gravadora.

## Faixas
1. "Pai Nosso"
2. "O Sentido"
3. "Quando o Verão Chegar"
4. "Tempo"
5. "Onde está seu Coração?"
6. "Mais Forte"
7. "O Mundo está Perdido"
8. "Na Casa do Lado"
9. "Quatro Cores"
10. "Amor Verdadeiro"
11. "Cathedral Song"
12. "I Will Love You"
13. "Playland"
14. "Under God's Grace"

## Ficha técnica
- Kim: Vocais
- Júlio Cesar: Baixo
- Cezar Motta: Guitarra base e solo
- Guilherme Morgado: Bateria